# Paul Dupuy

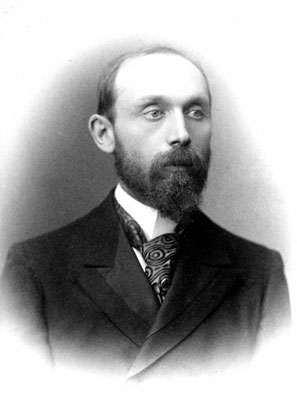
Paul Dupuy

Paul Dupuy (* 18. Januar 1856 in Loudun; † 17. März 1948 in Genf) war ein französischer Geograph und Historiker.
Paul Dupuy war Professor für Geographie an der École internationale de Genève und Dozent für Geschichte an der Pariser École normale supérieure. Von 1895 bis 1935 war er Generalsekretär der École normale supérieure. Er veröffentlichte im Jahre 1896 die erste umfassende Biographie über den Mathematiker Évariste Galois: La vie d’Évariste Galois. 